# Edmund Morris (écrivain)
Pour les articles homonymes, voir Edmund Morris et Morris.
Edmund Morris (né le 27 mai 1940 à Nairobi au Kenya et mort le 24 mai 2019 à Danbury) est un écrivain américain principalement connu pour ses biographies des présidents Theodore Roosevelt et Ronald Reagan.
Il est, en 1980, lauréat du prix Pulitzer pour son livre The Rise of Theodore Roosevelt.

## Biographie
Morris est né à Nairobi, au Kenya, fils de parents sud-africains May (Dowling) et Eric Edmund Morris, pilote de ligne. Il a reçu dans son enfance une éducation d'influence britannique au Kenya, puis a étudié la musique, l'art et la littérature à l'université Rhodes à Grahamstown en Afrique du Sud. Abandonnant ses études universitaires en 1961, il travaille dans le département de la publicité d'un magasin de vêtements pour hommes à Durban. La plupart des brochures et publicités qu'il a conçues et écrites étaient destinées au marché zoulou. Il a plus tard expliqué que cette formation initiale à « transformer les mots en ventes » lui a été  d'une aide précieuse pour la formation de son style littéraire. Déménageant au Royaume-Uni en 1964, il abandonne son rêve de devenir pianiste de concert et travaille comme rédacteur au bureau londonien de Foote, Cone & Belding, une agence de publicité américaine. En 1966, il épouse Sylvia Jukes (en), professeur d’anglais et écrivain, et émigre avec elle aux États-Unis deux ans plus tard
Le premier livre de Morris, The Rise of Theodore Roosevelt, était le premier volume de ce qui allait devenir une trilogie sur la vie du 26e président des États-Unis. Il a remporté le prix Pulitzer de 1980 pour la biographie ou l'autobiographie et le National Book Award de 1980,.
En 1981, Ronald Reagan devient président des États-Unis. Il a été impressionné par une lecture de The Rise of Theodore Roosevelt. Le sénateur Mark Hatfield de l'Oregon et le bibliothécaire du de la bibliothèque du Congrès, Daniel J. Boorstin, exhortent les collaborateurs de Reagan à choisir Morris comme biographe officiel du président. Morris rencontre Reagan à plusieurs reprises en 1981-1983, mais hésita à mettre de côté ses travaux sur Theodore Rex, le deuxième volume de sa vie de Roosevelt. Cependant, en 1985, Morris réalise que Reagan est devenu un personnage d'une grande importance historique. Il signe un contrat de 3 millions de dollars avec Random House pour la rédaction de sa biographie autorisée. Il a conclu un accord privé avec le président et la première dame qui lui accordaient des entretiens réguliers avec eux et leurs enfants, ainsi qu'un accès illimité à la Maison-Blanche, au moyen d'un laissez-passer qui le désignait comme observateur non gouvernemental de l'administration. Ce privilège d'observation directe était très inhabituel d'autant que Reagan a permis à Morris de rédiger sa biographie sans exercer aucun contrôle éditorial sur le texte.
Morris a passé les quatorze années suivantes à rechercher et à écrire l'histoire de la vie de Reagan à Washington et à Santa Monica, en Californie. Il a continué à voir l'ancien président après sa retraite et a beaucoup travaillé à la bibliothèque présidentielle Ronald Reagan, bénéficiant d'un accès privilégié aux documents personnels de Reagan. Son manuscrit, préparé dans des conditions de grand secret, a été édité par Robert Loomis, rédacteur en chef chez Random House. La longue gestation de la biographie était le résultat d'un changement radical dans la méthode narrative, provoqué par la frustration de Morris face à ce qu'il a décrit comme le manque de « curiosité pour soi-même » de Reagan. Morris a confié sa frustration en 1989 à un groupe de collègues du Miller Center of Public Affairs (en) de l'Université de Virginie. Ses propos ont été divulgués à la presse et ont donné lieu à des rumeurs selon lesquelles Morris ne comprenait pas son sujet.
En 1999, Morris a publié Dutch: A Memoir of Ronald Reagan. Le livre a fait sensation car il a été présenté, sans explication, comme une œuvre de fiction par un auteur imaginaire. Bien que l’histoire de la vie de Reagan soit authentique et documentée avec 153 pages de notes, l'histoire annexe de son auteur, un certain « Arthur Edmund Morris » né à Chicago en 1912, a provoqué la colère de nombreux critiques et lecteurs qui s’attendaient à une biographie présidentielle conventionnelle. Dutch est rapidement devenu le numéro 2 de la liste des meilleures ventes du New York Times. Mais malgré une minorité de critiques favorables et l'approbation de trois des enfants de Reagan, les réactions au livre étaient généralement si négatives qu'il a rapidement disparu de la liste.

## Œuvres
- The Rise of Theodore Roosevelt, New York : Coward, McCann & Geoghegan, 1979.  (ISBN 9780698107830)
- Dutch: A Memoir of Ronald Reagan, New York : Random House, 1999.  (ISBN 9780394555089)
- Theodore Rex, New York : Random House, 2001.  (ISBN 9780394555096)
- Beethoven: The Universal Composer, New York : Atlas Books/HarperCollins, 2005.  (ISBN 9780060759742)

## Source
- (en) Elizabeth A. Brennan et Elizabeth C. Clarage, Who's who of Pulitzer Prize winners, Phoenix, Arizona : Oryx Press, 1999, p. 42.  (ISBN 9781573561112)